# Tatepeira stadelmani
Tatepeira stadelmani là một loài nhện trong họ Araneidae.
Loài này thuộc chi Tatepeira. Tatepeira stadelmani được Herbert Walter Levi miêu tả năm 1995.